# مریم‌آباد (یزد)
منطقه مریم آباد در قسمت شرقی یزد قرار دارد در این منطقه تعداد زیادی خانواده زرتشتی زندگی می‌کنند در کنار این منطقه جایی که به محله حسن آباد یزد ختم می‌شود کارگاه صنعتی زیادی ایجاد شده‌است که بیشتر کارگاه‌های نساجی کوچک می‌باشد امروزه برای خارج نمودن این کارگاه از فضای شهری شهرک صنعتی جدیدی در فاصله بیست کیلومتری این شهرک در راه روستایی دربید در حال ایجاد می‌باشد که این شهرک به شهرک صنعتی تخصصی نساجی نام‌گذاری شده‌است.

محله مریم آباد در شمال شرقی شهر یزد واقع شده واز جهات شمال به کوی آیت ا… طالقانی، ازجنوب به کوی امام حسین وسعدی، ازغرب به محله حسن آباد مشیر، وازشرق به محلات یعقوبی و سرسنگ  محدود می‌شود محله مذکور درگذشته خارج از محدوده شهریزد بوده وبا پیشرفت تدریجی شهر اکنون جزء محلات یزد محسوب می‌شود . محله مذکور درقسمت شرق وغرب بلوار دهه فجر قرار گرفته‌است .
وجه تسمیه
نام این محله مأخوذ ازمریم ترکان خاتون مادر سلطان قطب الدین از اتابکان یزداست‌که در اوایل قرن هفتم با حفر قناتی محله ای را به نام خود احداث کرد .
سیر تحول
با توجه به مندرجات تاریخی یزد محله مریم آباد در اوایل قرن هفتم هجری ( عهد اتابکان ) احداث گردیده است.
عناصر شاخص تاریخی :
```
آثار تاریخی این محله عبارتند از :
```

۱- امامزاده سید نصرالله ( امامزاده شنبه )
۲- مسجد حضرت رقیه ( جمعه مریم آباد )
۳- آب انبار مریم آباد
۴- مدرسه رستمی مریم آباد
اطلاعات منابع مدون :
مریم آباد یکی از محلات قدیمی شهریزد می‌باشد  که در شمال شرقی شهر یزدواقع است بنا بر ذکر جامع الخیرا ت ونیز بر اساس اظهارات محمد مفید مستوفی بافقی «حومه »محسوب می گردید .در حالیکه امروزه جزمحلات شهر گردیده وفاصله ای میان شهر آنجا محسوس نیست .
در قرن نهم هجری باغستانهای آن محله بادروازه شهر ادامه داشت .جعفری درتاریخ یزدذیل عنوان ذکر باغستان مریاباد ویعقوبی وسلغرآباد به خارج یزد گوید :«این سه باغستان متصل یکدیگر ست وکشخوان بسیار دارد وکوچه های خوب وباغستانهای هموار بسیار دارد ودر کشخوان آن پنبه وجروس وکرز وشلغم بسیار باشد هوای معتدل دارد.»
درتاریخ جدید یزد آمده است : «این سه باغستان (مریاباد ویعقوبی وسلغرآباد » متصل یکدیگر وباغ‌های مشجر ومکروم ومزروع دارند ازدامن بلاش گرد تا دروازه مادر امیر وهوایی در غایت اعتدال دارد، وپنبه و جو وگندم وحبوبات حاصل می‌گردد  ومریاباد در طول زمان صدمات متوالی دید . از جمله سیل سال ۶۷۳ ه. ق که تا ۵ روز مدت گرفت، قسمت‌های از آن محله را ویران ساخت .
درزمانی که پادشاه عدالت شعار سلطان قطب الدین علیه الرحمه در خطه بهشت منزله یزد لوای وعظمت افراشته ، آوازه کرامات او در اطراف واکناف منتشر گردید ملکه عظمی مریم ترکان خاتون والده سلطان در سنه عشر وستمائه از طرف مهریجرد قناتی حفر نموده ومیان آن را به فهرج آورده از مزار شهدا جاری ساخت و به حوالی شهر باغات فردوس قرین وقصور بهشت آذین ترتیب داد وآن موظع رامریم آباد نام نهاد و… ».
از جمله بناهایی که باعث شهرت محله مریم آباد گردیده، بقعه سید نصر الله ( بنای زرندیان ) می‌باشد  که به استناد از کتیبه ضریح چوبی آن ( ۹۳۴ هجری ) در قرن دهم هجری توسط شمس الدین محمد ابرقوهی ساخته شده‌است که امروزه نیز مزار زرندیان، امامزاده شنبه معروف، و مورد احترام مردم می‌باشد .